# E114 (trasa europejska)
E114 – byłe oznaczenie drogi międzynarodowej w Europie w latach 1968–1983, przebiegającej we wschodniej Anglii.
Arteria miała ustalony przebieg Grimsby – Doncaster – Sheffield oraz łączyła się z trasami E31, E106 i E115.
Oznaczenie to obowiązywało do początku lat 80., kiedy wprowadzono nowy system numeracji tras europejskich. Od tamtej pory numer E114 pozostaje nieużywany.

## Historyczny przebieg E114
Lista dróg opracowana na podstawie materiału źródłowego
| Wielka Brytania | - droga nr 18/autostrada E114: Grimsby – Doncaster - autostrada E114: Doncaster – Sheffield |